# Salli Sachse
Salli Sachse (* 25. Juni 1946 in San Diego, Kalifornien) ist eine US-amerikanische Schauspielerin, Model und Fotografin, die zwischen 1964 und 1969 etwa 20 Filmauftritte absolvierte.

## Leben und Karriere
Das ehemalige Model und "Miss La Jolla", Gewinnerin von Schönheitswettbewerben und Zweitplatzierte bei "Miss America" hat einen Bachelor of Fine Arts und einen Master in Psychologie.
Sie sagte, dass sie Anfang 1964 von einem Regisseur in der Nähe ihres Hauses in La Jolla, Kalifornien entdeckt wurde, und dieser sie fragte, ob sie Lust hätte in einem Strandparty-Film mitzuspielen. Bald erhielt sie einen Siebenjahresvertrag bei American International Pictures.
Ihren ersten Auftritt hatte sie dann als Surfer Girl in dem Film Muscle Beach Party (1964). 1964 war sie auch in Bikini Beach und Pyjama-Party zu sehen.
Mit ihrer Filmpartnerin Patti Chandler hatte Sachse viele gemeinsame Auftritte, unter anderem in Bikini Beach (1964), Beach Blanket Bingo (1965), Das Mädchen vom anderen Strand (1965) und Dr. Goldfuß und seine Bikini-Maschine (1965).
Ohne Chandler, mit der Sachse 1967 in Sumuru-Die Tochter des Satans einen ihrer letzten Filmauftritte hatte, war sie schließlich nur noch in The Trip (1967), Wild in den Straßen (1968) und in einer Folge der Fernsehserie Mannix (1969) zu sehen, bevor sie ihren Filmkarriere beendete.
Danach tourte Sachse mit Crosby, Stills, Nash und Young zwei Jahre lang als offizielle, und schließlich auch persönliche Fotografin.

## Privatleben
1963 hatte sie Peter Sachse geheiratet. Dieser starb jedoch am 12. Juli 1966 bei einem Absturz eines Privatflugzeugs, dass von dem Schauspieler und Freund des Ehepaares, Philip Bent gesteuert wurde. Bent gehörte auch der zivil umgebaute AT-6-Typ. Es stürzte vor den Augen der Frauen der beiden Männer, Sachse und Linda Bent, Freunden und anderen Strandbesuchern in der Nähe des WindanSea-Strandbereichs von La Jolla ab, als es zu tief hochgezogen wurde.

## Filmografie
- 1964: Muscle Beach Party
- 1964: Bikini Beach
- 1964: Pyjama-Party
- 1965: Beach Blanket Bingo
- 1965: Ski Party
- 1965: Das Mädchen vom anderen Strand
- 1965: Sergeant Deadhead, auch: Sergeant Dead Head
- 1965: Dr. Goldfuß und seine Bikini-Maschine
- 1965: The Wild Weird World of Dr. Goldfoot
- 1966: Erbschaft um Mitternacht, auch: Erbschaft mit Hindernissen
- 1966: Morgen holt euch der Teufel
- 1967: Donner-Teufel
- 1967: Rebellen in Lederjacken
- 1967: Sumuru-Die Tochter des Satans
- 1967: The Trip
- 1968: Wild in den Straßen
- 1969: Mannix (Fernsehserie, 1 Folge)